# مكتبة سبوكان العامة - الرئيسية
مكتبة سبوكان العامة، هي مبنى تاريخي في سبوكان، واشنطن. صُممت من قبل المهندسين المعماريين هيرمان بريوس وجوليوس زيتل، بُنيت عام 1905. كلف بنائها 100 ألف دولار، 85 ألف دولار من أندرو كارنيجي وقد أُدرجت في السجل الوطني للأماكن التاريخية منذ 3 أغسطس 1982.